# Théodore Métochitès
Théodore Métochitès (Θεόδωρος Μετοχίτης, 1270-1332) ou Théodore Métochite est un homme d'État byzantin, écrivain, philosophe, protecteur des arts et des sciences. Il est considéré comme le savant le plus qualifié de son temps. De 1305 à 1328, il succéda à Nicéphore Choumnos comme principal ministre de l'empereur Andronic II Paléologue.

## Biographie
Métochitès naquit à Constantinople de l'archidiacre Georges Métochite, partisan de l'union des Églises catholique et orthodoxe proclamée lors du deuxième concile de Lyon en 1274. Après l'avènement d'Andronic II Paléologue et le second concile des Blachernes entre février et août 1285, son père fut condamné, exclu du clergé et emprisonné dans une forteresse en Bithynie avec le patriarche unioniste Jean XI Vekkos et Constantin Méliténiotès. Métochitès semble avoir passé son adolescence dans le milieu monastique en Bithynie. Il s'y consacra aux études religieuses et profanes. Lorsqu'Andronic II visita Nicée en 1290-1291, Métochitès lui fit forte impression et il l'appela à sa cour, le nommant logothète des troupeaux. Un peu plus d'un an plus tard, il devint sénateur. Tout en accomplissant ses tâches politiques, négociant notamment des mariages princiers (ambassade au royaume arménien de Cilicie en 1294, en compagnie du futur patriarche Jean XIII Glykys, pour négocier le mariage de Rita ou Marie, sœur du roi Thoros III d'Arménie, avec Michel IX Paléologue, fils d'Andronic II ; ambassade en Serbie en 1299 pour négocier le mariage du roi Stefan Uroš II Milutin avec Simone Paléologue, fille de l'empereur), Métochitès continua à étudier et écrire. En 1303, il accompagna l'impératrice Yolande de Montferrat à Thessalonique et tint auprès d'elle le rôle de premier ministre jusqu'en 1305 ou 1306.
En 1312-1313, à l'âge de 42 ans, il se mit à l'étude des sciences du quadrivium, et notamment de l'astronomie, sous la conduite de Manuel Bryennios ; il fut ensuite le professeur de Nicéphore Grégoras et, brièvement à la fin de sa vie, de Barlaam le Calabrais. Comme logothète, il mit en place un service public d'enseignement appelé Mouseîon en souvenir de l'institution d'Alexandrie.
La carrière politique de Métochitès culmina en 1321, quand il devint grand logothète. Très riche, il consacra une partie de sa fortune (à la demande d'Andronic II Paléologue, dit-il) à restaurer et à décorer l'église du monastère Saint-Sauveur-in-Chora, situé près de sa résidence, au nord-ouest de Constantinople, et son portrait y est encore visible dans une mosaïque. Dans le domaine intellectuel, il entretint entre 1321 et 1325 une âpre querelle, à coup de pamphlets, avec Nicéphore Choumnos.
Cependant, après quelques années de guerre civile intermittente, Andronic II fut détrôné en mai 1328 par son petit-fils, Andronic III Paléologue. Métochitès sombra avec lui. Rendu responsable de la politique fiscale de son maître, il fut persécuté sous le nouvel empereur. Dépouillé de ses biens, il fut enfermé dans un monastère près de Didymotique. En 1330, il fut autorisé à revenir à Constantinople. Son palais ayant été mis à sac, il alla habiter au monastère de Chora, où il mourut le 13 mars 1332, sous le nom monastique de Theoleptos.

## Descendance
Il s'était marié et avait eu cinq fils et une fille. Il eut des déboires avec ses fils Nicéphore et Démétrios, qui trahirent Andronic II et passèrent dans le camp d'Andronic III en 1321, avant de trahir également le second en 1325. Sa fille Irène épousa Jean Paléologue, fils de Constantin Porphyrogénète, le frère cadet d'Andronic II; leur fille Marie épousa en 1323 le roi serbe Stefan Uroš III Dečanski, union dont est issu Siméon Uroš, « empereur des Romains et des Serbes » à Kostur entre 1359 et 1371, qui était donc l'arrière-petit-fils de Métochite. Mais après le mariage royal de leur fille, Jean et Irène Paléologue se rendirent auprès de leur gendre et s'entendirent avec lui pour se tailler une principauté indépendante sur le territoire byzantin. À la tête des troupes serbes, Jean Paléologue et Stefan Uroš III Dečanski ravagèrent la Macédoine jusqu'à Serrès. Andronic II Paléologue, effrayé, offrit à Jean Paléologue le titre de césar et le gouvernement de Thessalonique (1325) ; Jean accepta, mais mourut subitement.

## Œuvre
Le lettré que fut Théodore Métochitès est pénétré de la culture et de la langue de l'antiquité grecque, dont il se veut le continuateur et l'héritier : « Par la race et la langue, nous sommes les compatriotes et les héritiers des anciens Hellènes », écrit-il dans ses Commentaires. En philosophe humaniste, il s'intéresse aux problèmes métaphysiques sans pour autant créer un système philosophique original ; admirateur d'Aristote et surtout de Platon, il est loin d'admettre toutes leurs opinions. Son goût marqué pour l'astronomie, qui, dit-il, purifie l'esprit en le détachant de la vaine agitation du monde, l'a conduit à libérer cette discipline de l'astrologie. Mais bien qu'érudit et grand humaniste, il a osé condamner la vie solitaire et contemplative qui conduirait, selon lui, à la fin de l'humanité.

### Catalogue
L'œuvre conservée couvre 1 881 folios dans quatre manuscrits conservés. Elle comprend :
- 20 Poèmes en hexamètre dactylique ;
- 12 Discours (Logoi) : 3 oraisons funèbres en prose (celle de Joseph le Philosophe ; celle de l'impératrice Théodora Vatatzès, mère d'Andronic II Paléologue, morte en 1303 ; celle du Premier Kathigoumène Loukas, supérieur du monastère de Chora) ; 2 éloges de l'empereur Andronic II Paléologue (appelés Premier et Second Basilikos Logos) ; 2 éloges de villes (Éloge de Nicée et Éloge de Byzance ou sur la Capitale Reine) ; 2 discours polémiques (Réfutation de ceux qui emploient la science sans connaissances et Seconde réfutation contre les mêmes) ; un texte intitulé Éthique, ou Traité de l'éducation (Ηθικός ή περί παιδείας Λόγος), sur l'utilité des études ; enfin le Compte-rendu d'ambassade de 1299 et l’Introduction d'un chrysobulle accordant certains bénéfices à Jean VI Cantacuzène ;
- des Commentaires sur la philosophie naturelle d'Aristote (commentaires ou paraphrase des traités suivants : la Physique, les traités De l'âme, Du ciel, La génération et la corruption, La mémoire et le souvenir, Le sommeil et la veille, Les songes, La divination par les songes, Le mouvement des animaux, La longueur et la brièveté de la vie, La jeunesse et la vieillesse, La vie et la mort, La démarche des animaux, Les parties des animaux, Les météorologiques, La sensation) ;
- 2 ouvrages d'astronomie (ou 2 parties d'un même) : une Stoicheiosis astronomikè (Éléments d'astronomie), en 31 chapitres, et une Introduction à la Syntaxe de Ptolémée, commentaire de cette œuvre en 89 chapitres ;
- 120 essais sur des sujets variés (politique, histoire, philosophie morale, esthétique, littérature grecque classique), les Semeioseis gnomikai (Ὑπομνηματισμοί ou σημειώσεις γνωμικαί, en français Miscellanées) ;
- 6 textes hagiographiques (Vie de sainte Marina, Éloge de saint Démétrios, Vie de Grégoire de Nazianze, Vie de saint Jean le Jeune, patron du monastère où il fut enfermé en 1328, Vie du néomartyr Michel, martyrisé en Égypte à l'époque, Éloge de l'archange Michel, précédé d'une étude sur l'essence immatérielle des anges) ;
- 4 lettres[note 6] : une lettre officielle, conservée seulement en latin, adressée au roi de France Charles IV le Bel, sur la question de l'union des Églises ; une lettre au moine Méthode Sénacherim pour se plaindre du régime alimentaire auquel il est soumis pendant sa captivité en Thrace ; une lettre de la même époque adressée à l'un de ses amis pour qu'il lui envoie ses livres ; et une autre adressée à un de ses disciples.

Beaucoup de ces écrits sont encore inédits. Son style notoirement obscur fait d'ailleurs de lui un auteur difficile.

### Poésie
Sur les vingt poèmes de Métochite (9 188 vers en tout), dix-sept ont été composés entre 1330 et 1332, alors qu'il vivait retiré à Saint-Sauveur-in-Chora ; font exception les poèmes 7, 8 et 9, qui sont des oraisons funèbres. Fait rare dans la poésie byzantine, le vers utilisé est toujours l'hexamètre dactylique, et la langue est le dialecte épique inspiré d'Homère, mais en fait assez différent du modèle homérique. Le style est souvent étrange et obscur.
1. Hymne en l'honneur de Dieu, sur sa propre vie, sur le monastère de Chora (1 355 vers ; autobiographique, et à partir du v. 965 sur le monastère de Chora) ;
2. À la Mère de Dieu et, à nouveau, sur le monastère de Chora (605 vers ; description du monastère de Chora) ;
3. À Grégoire, qui fut archevêque de la Bulgarie entière (304 vers ; éloge très oratoire et peu informatif de ce personnage) ;
4. Recommandations au savant Nicéphore Grégoras, et sur ses propres ouvrages (360 vers ; conseils à Grégoras, institué son héritier intellectuel, et dernières volontés) ;
5. Au grand Athanase (466 vers ; éloge de ce saint) ;
6. En l'honneur des trois hiérarques : Basile le Grand, Grégoire le Théologien et Jean Chrysostome (682 vers ; éloge comparé de ces trois saints) ;
7. Oraison funèbre en vers de l'Augousta Irène , épouse du très divin empereur Andronic Paléologue (329 vers ; à l'occasion du décès de la seconde épouse d'Andronic II, à Drama, en Thessalie, en 1317) ;
8. Oraison funèbre en vers du jeune prince Michel Paléologue, fils du très divin empereur Andronic Paléologue (330 vers ; à l'occasion du décès du fils aîné d'Andronic II, en octobre 1320) ;
9. Oraison funèbre en vers de son gendre le césar Jean Paléologue (361 vers ; à l'occasion de la mort de son gendre, neveu de l'empereur, en 1325, mais en fait plaintes sur son propre sort, Jean Paléologue, mort après avoir trahi et combattu l'empire à la tête de troupes serbes, n'étant pas louable) ;
10. Sur la mathématique, branche de la philosophie, et plus particulièrement sur l'harmonique (1013 vers ; une 1re partie, du début au v. 304, qui oppose les sciences physiques aux sciences mathématiques, celles du quadrivium ; une 2e partie, du v. 305 à la fin, consacrée à l'harmonique) ;
11. Au savant Xanthopoulos Théodore, et sur ses propres malheurs (310 vers ; plaintes sur son sort, et reproche fait au destinataire de l'abandonner) ;
12. Au savant Xanthopoulos Nicéphore, et sur ses propres ouvrages (330 vers ; description de son œuvre, adressée à un admirateur, frère du Xanthopoulos précédent) ;
13. À son neveu le Prôtasékrètis, et sur leur vie passée (300 vers ; évocation de souvenirs de jeunesse, adressée à son neveu Léon Bardalès) ;
14. À lui-même, sur la dureté de sa situation (262 vers ; 1er d'une série de poèmes « À lui-même », genre byzantin remontant à Grégoire de Nazianze) ;
15. À lui-même encore, et sur la dureté de sa vie présente (400 vers) ;
16. À lui-même encore, et sur l'instabilité de la vie (299 vers ; les mystères de la destinée) ;
17. À lui-même, après le changement survenu dans sa destinée (400 vers ; même thème) ;
18. (400 vers ; même titre et même thème) ;
19. (398 vers ; même titre ; intéressant par la description faite de son palais, mis à sac en 1328, et du domaine attenant[7]) ;
20. (229 vers ; même titre et même thème).

### Miscellanées
Parmi les Miscellanées, on peut citer :
- la 14e, étude sur les origines de l'astronomie ;
- la 15e, essai sur Flavius Josèphe ;
- la 16e, essai sur Philon d'Alexandrie ;
- les 17e et 18e, consacrées à Synésios, auteur préféré de Métochite ;
- la 19e, essai sur Dion Chrysostome ;
- la 20e, essai sur Xénophon, dont Métochite aime surtout les Mémorables de Socrate ;
- la 22e, essai sur la nature des mathématiques ;
- la 23e, essai sur l'objet de la physique ;
- la 41e (« Vaut-il mieux pour l'homme d'être venu au monde ? »), question à laquelle Métochite répond par l'affirmative ;
- la 43e, étude sur la grande importance de l'astronomie ;
- la 55e, défendant l'idée qu'il est impossible d'être impartial ;
- la 61e, « Pour tout argument il y a un contre-argument », défense du scepticisme ;
- la 70e, essai sur l'utilité des mathématiques, surtout de la géométrie, dans le domaine de la mécanique ;
- la 71e, essai sur Plutarque ;
- la 73e, (« Un chrétien doit-il vivre avec ses semblables ou se retirer dans un monastère? »), où Métochite, chose exceptionnelle à Byzance, condamne la vie contemplative ;
- la 76e, « Faut-il se marier si l'on veut mener une vie chaste ? » ;
- la 82e, « Un souverain doit surtout se soucier des moyens de se procurer de l'argent » ;
- la 83e, « Chez un souverain, le souci de se procurer de l'argent ne doit pas faire disparaître les autres préoccupations » ;
- les 96e, 97e et 98e, analyse des régimes démocratique (inapplicable à cause des caprices de la foule), aristocratique (guère meilleur, à cause des rivalités) et monarchique (de beaucoup le meilleur, à condition que le souverain sache s'entourer de conseillers capables et intègres) ;
- les 99e, étude de l'ancienne constitution athénienne, et 100e, étude de l'ancienne constitution spartiate ;
- la 103e, essai sur Pythagore, dont il est également question dans la 97e ;
- la 105e, étude historique sur Carthage ;
- la 109e, étude de la puissance de Rome depuis Auguste ;
- la 110e, étude sur les Scythes et les Russes.

Sont consacrées à la philosophie d'Aristote les 3e, 5e, 11e, 12e, 25e, 54e, à celle de Platon les 4e, 6e, 7e, 8e, 13e, 24e. Sans méconnaître le génie d'Aristote, Métochite lui préfère Platon ; passionné par les sciences du quadrivium, il pense que les nombres sont le fondement de toutes choses dans l'Univers. Au sommet de toutes les sciences, il place l'astronomie, car pour lui, le ciel contient les principes de l'arithmétique, de la géométrie et de l'harmonique. En revanche, il rejette l'astrologie et l'idée de nécessité astrale.

## Éditions
- (en) I. D. Polemis, Theodorus Metochita : Carmina (Corpus Christianorum. Series Graeca  83), Turnhout : Brepols Publishers, 2015, (ISBN 978-2-503-56456-2).
- (el) I. D. Polemis, Ηθικός ή Περί παιδείας, Athènes, Κανάκη, 2002  (ISBN 978-960-7420-18-3) introduction, texte et traduction en grec moderne.
- (de) M. Treu, Dichtungen des Grosslogotheten Theodoros Metochites, Potsdam, 1895 les deux premiers poèmes.
- (en) J. M. Featherstone, Theodore Metochites’s Poems ‘« To Himself », Vienne, 2000, (ISBN 3-7001-2853-3) introduction, texte et traduction.
- (en) Karin Hult, Theodore Metochites on Ancient Authors and Philosophy : Semeioseis gnomikai 1-26 & 71. avec la contribution de B. Bydén, Acta Universitatis Gothoburgensis : Studia Graeca et Latina Gothoburgensia 65, Göteborg, 2002, (ISBN 9789173464345) édition critique, introduction, traduction, notes et index. Premier volume d'une édition intégrale en quatre volumes.
- (en) Karin Hult, Theodore Metochites on the Human Condition and the Decline of Rome : Semeioseis gnomikai 27-60, Acta Universitatis Gothoburgensis : Studia Graeca et Latina Gothoburgensia 70, Göteborg, 2016, (ISBN 9789173468893) second volume.
- (en) Börje Bydén, « Theodore Metochites Defence of Scepticism (Semeiosis 61) », texte et commentaire, dans Katerina Ierodiakonou (dir.), Byzantine Philosophy and its Ancient Sources, Clarendon Press, Oxford, 2002.
- (en) Börje Bydén, Theodore Metochites' Stoicheiosis astronomike and the study of natural philosophy and mathematics in early Palaiologan Byzantium, 2e éd. rev., Acta Universitatis Gothoburgensis : Studia Graeca et Latina Gothoburgensia 66, Göteborg, 2003, (ISBN 91-7346-459-7) : édition critique.
- C. G. Müller-T. Kiessling, Theodori Metochitae Miscellanea Philosophica et Historica, Leipzig, 1821, (réimpr. 1966).